# فینال جام حذفی فوتبال ایران ۱۴۰۴
فینال جام حذفی فوتبال ایران ۱۴۰۴ سی و هشتمین فصل از رقابت‌های جام حذفی ایران است. این مسابقه در تاریخ ۸ خرداد ۱۴۰۴ میان ملوان و استقلال در ورزشگاه امام خمینی، اراک به قضاوت موعود بنیادی‌فر برگزار شد.
در طی جلسه ای که با حضور محمدرضا کشوری فرد دبیر سازمان لیگ، مهرداد شفیعی مسئول برگزاری جام حذفی، آقای بهمنی مدیر روابط عمومی و امور فرهنگی سازمان لیگ، مسئولان هیئت فوتبال استان مرکزی و نمایندگان دو باشگاه استقلال و ملوان بندرانزلی برگزار شد مشخص گردید که بازی فینال جام حذفی باشگاه‌های کشور در ساعت ۱۹:۴۵ برگزار شود و همچنین میزبان به قید قرعه باشگاه فوتبال استقلال میزبان شد.

## تیم‌ها
| تیم     | سال حضورهای قبلی در فینال |
| ------- | --- |
| ملوان   | ۸ (۱۳۵۵، ۱۳۶۵،۱۳۶۶، ۶۸–۱۳۶۷، ۱۳۶۹، ۷۱–۱۳۷۰، ۹۰–۱۳۸۹)                                                                           |
| استقلال | ۱۴ (۵۷–۱۳۵۶، ۱۳۶۹، ۷۵–۱۳۷۴، ۷۸–۱۳۷۷، ۷۹–۱۳۷۸، ۸۱–۱۳۸۰، ۸۳–۱۳۸۲، ۸۷–۱۳۸۶، ۹۱–۱۳۹۰، ۹۵–۱۳۹۴، ۹۷–۱۳۹۶، ۹۸–۱۳۹۹، ۰۰–۱۳۹۹، ۰۲–۱۴۰۱) |

اعداد پررنگ نشان‌دهنده قهرمانی در این فصل است.

## مسیر تا فینال

### ملوان
| مرحله                      | حریف             | نتیجه                |
| -------------------------- | ---------------- | -------------------- |
| یک‌شانزدهم نهایی            | چادرملو (م)      | ۲–۲(ضربات پنالتی۳–۴) |
| یک‌هشتم نهایی               | ذوب‌آهن (خ)       | ۱–۰ (و.ا.)           |
| یک‌چهارم نهایی              | سپاهان (خ)       | ۰–۰(ضربات پنالتی۴–۲) |
| نیمه‌نهایی                  | گل‌گهر سیرجان (م) | ۰–۱                  |
| (خ) = میزبان؛ (م) = میهمان |                  |                      |

### استقلال
| مرحله                      | حریف           | نتیجه      |
| -------------------------- | -------------- | ---------- |
| یک‌شانزدهم نهایی            | مس رفسنجان (خ) | ۱–۰        |
| یک‌هشتم نهایی               | شمس‌آذر (م)     | ۱–۲ (و.ا.) |
| یک‌چهارم نهایی              | پیکان (خ)      | ۱–۰        |
| نیمه‌نهایی                  | صنعت نفت (خ)   | ۲–۰        |
| (خ) = میزبان؛ (م) = میهمان |                |            |

## بازی
| استقلال         | ۰-۱ | ملوان |
| --------------- | --- | ----- |
| روزبه چشمی ۱۲۰' |     |       |

قوانین مسابقه:
- ۹۰ دقیقه
- در صورت لزوم ۳۰ دقیقه وقت اضافه
- در صورت مساوی ماندن، ضربات پنالتی
- یازده بازیکن نیمکت‌نشین
- حداکثر پنج تعویض در وقت عادی و یک تعویض دیگر در وقت اضافه

| داور: موعود بنیادی‌فر کمک داور: علیرضا ایلدروم محمد عطایی کمک داوران VAR : احمد محمدی فرهاد مروجی کمک داور اضافی: محسن بابایی داور چهارم: حسن اکرمی ناظر داوری: اسماعیل صفیری |

## قهرمان
| قهرمان جام حذفی فوتبال ایران ۱۴۰۴–۱۴۰۳ |
| -------------------------------------- |
| استقلال                                |
| هشتمین قهرمانی                         |